# Noserius ignavus
Noserius ignavus là một loài bọ cánh cứng trong họ Cerambycidae.